# Celia Méndez
Celia Méndez y Delgado (Fuentes de Andalucía, Sevilla, 11 de febrero de 1844 - Sevilla, 2 de junio de 1908) fue una monja española, fundadora de la Congregación de las Esclavas del Divino Corazón.

## Biografía

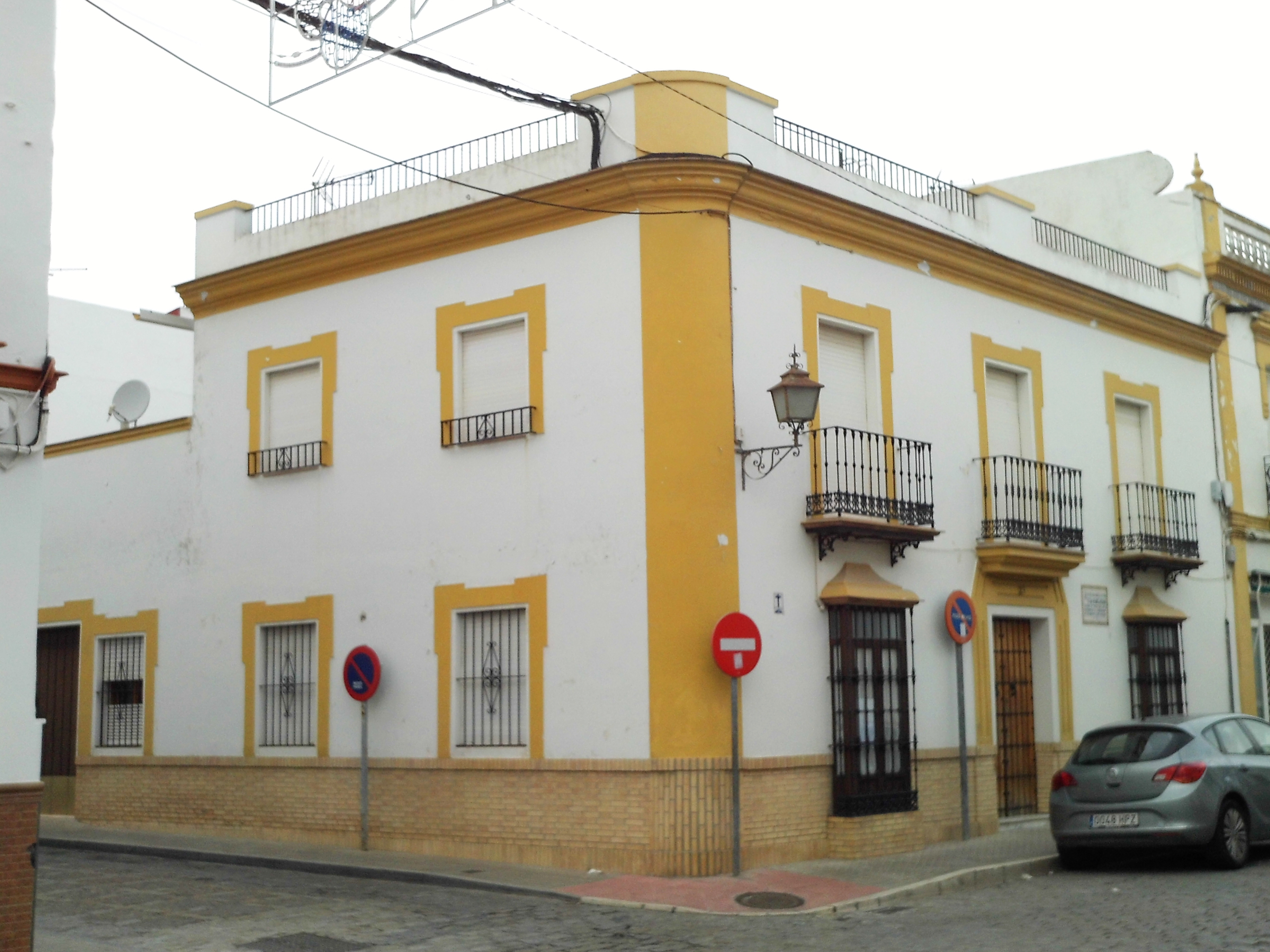
Casa de Celia Méndez en Fuentes de Andalucía.

Sus padres fueron Manuel Méndez y Creus, de Sevilla, y Ana Delgado y Parejo, de Puente Genil. Manuel era auditor de la Marina y juez de primera instancia en Carmona. Posteriormente, fue magistrado de la Audiencia de Madrid. Fue caballero de la Orden Militar de Alcántara y de la Real Maestranza de Caballería de Ronda. Su familia era de Higuera de la Sierra y en ella hubo hijosdalgos desde mediados del siglo XVII. En 1839 tuvieron como hijo a Ricardo y en 1844 a Celia.
Celia fue bautizada el 13 de febrero de 1844 en la iglesia de Santa María la Blanca de Fuentes de Andalucía como Celia María del Carmen Francisca Gertrudis Juana Josefa Teresa de la Santísima Trinidad.
En 1852 Ricardo murió tras caerse de un caballo. Meses después, la familia se trasladó a Sevilla. Primero se instalaron en una casa de la calle Martínez Montañés, luego a una de la calle Zaragoza y, posteriormente, a una de la plaza Nueva.
En 1860, tras la victoria en la guerra de África, el Cuerpo de Húsares de la Princesa entró en Sevilla el 10 de mayo. Se les recibió con desfiles, arcos triunfales y fiestas. La marquesa de Castilleja de Guzmán organizó una fiesta en su casa a la que acudió Celia. En esa fiesta se fijó en ella el húsar Paulino Fernández de Córdoba, marqués de La Puebla de Obando. Paulino era hijo de Francisco Fernández de Córdoba Cárdenas y Pacheco, conde de La Puebla del Maestre y grande de España, y de Manuela Vera de Aragón y Nin de Zatrillas. Celia y Paulino se casaron en la catedral de Sevilla el 4 de enero de 1862. Tras la boda viajaron a Madrid, invitados por la hermana del esposo, Luisa Ramona, duquesa de Híjar. Tras esta visita, Celia y Luisa fueron muy amigas. Posteriormente, el matrimonio viajó a París. Tras esto, regresaron a Sevilla.
Entre el 18 y 26 de septiembre de 1862 la reina Isabel II estuvo en Sevilla. Celia acompañó a la reina, enseñándole iglesias y conventos de la ciudad. En el convento de las carmelitas descalzas de San José las monjas le mostraron a la reina una capa que fue de santa Teresa de Ávila y esta le dijo a Celia: "Póntela y pide lo que quieras, que la santa te lo concederá sin duda". Sobre aquello Celia cuenta que: "Me encontré conque era tan feliz que no necesitaba nada. Por intercesión de la santa ofrecí aquella felicidad de la tierra para que no me impidiera alcanzar la del cielo".
El 18 de octubre de 1870 falleció su padre, Manuel Méndez. En 1872 su marido padeció una enfermedad que le hizo languidecer físicamente. Un médico le recomendó trasladarse a otra ciudad en verano, donde hiciera menos calor. En julio de 1870 el matrimonio se fue a Granada, quedando la madre de ella, Ana, a cargo de la casa de Sevilla en su ausencia. Paulino falleció el 16 de agosto de 1870 en Granada. Días después, Celia regresó a Sevilla, a vivir con su madre. Desde entonces, fue siempre de luto.
Una amiga suya le recomendó el libro Introducción a la vida devota (1608) de san Francisco de Sales. Al leerlo se sintió identificada con santa Juana Francisca de Chantal.
En 1874 el sacerdote Marcelo Spínola y Maestre fue destinado como párroco a la iglesia de San Lorenzo de Sevilla. Era devoto de san Francisco de Sales. Celia le pidió dirección espiritual y él le recomendó que hiciese ejercicios espirituales. Por ello, se asoció a las Conferencias de San Vicente de Paúl. Posteriormente, Marcelo le recomendó que hiciese los ejercicios espirituales de san Ignacio de Loyola en el convento de Santa Clara, cosa que ella realizó.
Se apartó de las reuniones de la alta sociedad sevillana y, manteniendo el luto, se reunía con personas devotas para la práctica de la piedad religiosa. Acudía a casa de Antonia Maestre, madre de Marcelo, para hacer proyectos de santidad con el rezo del rosario.
Ana, madre de Celia, decidió pasar una temporada en Puente Genil, y se trasladó con su hija a este municipio en la primavera de 1876. Allí intentó organizar las Conferencias de San Vicente de Paúl y crear un hospicio para niñas pobres. En septiembre regresó de nuevo a Sevilla. Posteriormente, Celia y su amiga Rosario Spínola, hermana de Marcelo, hicieron voto de castidad. Se cambió el nombre por el de María Celia de San Francisco de Sales.
En 1879 Marcelo fue nombrado canónigo de la catedral de Sevilla. En 1880 el arzobispo Joaquín Lluch y Garriga lo nombró obispo de Milo y visitador general.
En 1883 falleció Ana. Fue asistida en su lecho de muerte por el obispo Marcelo.
En 1884 Celia fue a unos ejercicios espirituales que daba Marcelo con el Instituto de las Hermanas de María Reparadora de Sevilla sobre la frase de la Virgen en el momento de la Anunciación: "He aquí la esclava del Señor". Entonces Celia tuvo claro que quería consagrarse como monja para ser esclava del Señor. Marcelo le recomendó ir a visitar y a conocer varios grupos cristianos: carmelitas, salesas y reparadoras. No obstante, ella no consideraba que ninguno de estos grupos tuviera todo lo que ella buscaba. Decidió fundar una congregación, para lo cual recibió opiniones favorables de Rosario Spínola, Antonia Maestre y santa Ángela de la Cruz.
En 1884 Marcelo fue nombrado obispo de la diócesis de Coria, provincia de Cáceres, Extremadura. Se trasladó al municipio de Coria, que entonces tenía unos 3.000 habitantes. El obispo opinaba que este era un buen lugar para fundar la congregación.
En mayo de 1885 Celia Méndez y Gertrudis de la Rosa, que quería ser miembro de la congregación, se fueron de Sevilla a Puente Genil. Gertrudis había sido una niña huérfana, encomendada por su padre en su lecho de muerte al párroco de San Lorenzo. Había estudiado con ella en un colegio de la calle Cantabria. Las dos mujeres partieron de Puente Genil en peregrinación a Lourdes. De camino se detuvieron en Madrid. Tras llegar a Lourdes se fueron a Zaragoza de camino a Coria, a donde llegaron el 3 de junio de 1885. El 17 de junio escribió a santa Ángela de la Cruz para contarle todo.

### Congregación de Esclavas del Divino Corazón
La congregación comenzó con cuatro mujeres: Celia Méndez; Emilia Riquelme, hija del capitán general de Andalucía, que fue compañera suya en el colegio de la calle Cantabria; Carmen Giraldo, que hasta entonces había sido doncella de Emilia; y Gertrudis de la Rosa. Se instalaron en una casa cerca de la capilla de San Benito. El obispo les cedió dos salas que pertenecían al seminario para que tuviesen ahí su escuela. El 26 de junio, día de santa Ana, tuvo lugar una ceremonia presidida por el obispo Marcelo Spínola en la catedral de Coria con las cuatro mujeres y, esa tarde, el prelado bendijo la casa y la escuela. En agosto se unieron a la congregación las sevillanas Aurora Nandín y Amalia Cavestany. Posteriormente, el convento incorporó otro inmueble junto a la capilla, lo que facilitaba el acceso a la misma.
El 25 de octubre, en la capilla de San Benito, vistieron el hábito las seis primeras Esclavas. Celia adoptó como nombre de religiosa el de Madre María Teresa del Corazón de Jesús.
En 1886 Marcelo Spínola fue nombrado obispo de Málaga. Tras su marcha, el convento se quedó sin su principal patrono en la localidad. En agosto de ese año las monjas se trasladaron a un convento abandonado tras la desamortización en Puente Genil, que había sido adquirido por la familia Delgado. En este convento hubo 17 religiosas. Sin embargo, en octubre de ese año salieron de la congregación Aurora Nandín, Amalia Cabestany y Emilia Riquelme. Entonces quedó la madre Teresa con 13 religiosas. El 4 de diciembre se trasladaron a Málaga, con el obispo Marcelo. Estuvieron cinco meses en un inmueble de forma provisional. Bernabé Dávila les ofreció una casa en la calle Beatas, que, tras consultarlo con Marcelo, fue arrendado por la madre Teresa, pasando la congregación a este lugar el 17 de junio. En esta casa pusieron un colegio y una capilla.
El 17 de octubre de 1893, con las monjas y el obispo Marcelo Spínola, tuvo lugar la ceremonia de la colocación de la primera piedra de una nueva casa en la calle Liborio García de Málaga. La congregación se trasladó a esta nueva casa el 10 de agosto de 1894.
En 1894 la madre Teresa y el obispo Marcelo fundaron otro convento con colegio de esta congregación en Ronda, en la iglesia de Nuestra Señora de la Paz, con una casa aneja. La Virgen de la Paz, que se encuentra en este templo, es la patrona de Ronda. El 22 de abril de 1894 el papa León XII beatificó a fray Diego de Cádiz. Los restos del fraile fueron depositados en una urna de plata y colocados en la iglesia de la Paz. En este acto estuvo presente el obispo, que tuvo ocasión de explicar a la localidad la labor de la congregación.
En 1895 Marcelo fue nombrado arzobispo de Sevilla. En 1896 a la congregación se le ofreció un colegio en Corteconcepción, un pequeño pueblo de la sierra de Huelva. La madre Teresa, que comparó a este pueblo con Nazaret, fundó aquí un convento y un colegio en octubre de ese año.
El arcipreste de Moguer le ofreció a la congregación el abandonado monasterio de Santa Clara. Este había sido fundado por Alonso Jofre Tenorio, almirante de Castilla, y por su mujer, Elvira Sánchez en 1350 para las clarisas. Las esclavas fundaron un colegio y un convento en este lugar el 25 de octubre de 1898.
El 11 de enero de 1899 la congregación se instaló en una casa alquilada de la calle Alfonso XII de Sevilla, donde fundó un noviciado. En marzo las monjas instalaron en la casa del número 18 de la calle Jesús de la Vera Cruz. Aquí pusieron el convento y el colegio. En agosto compraron un solar anejo y las casas de los números 12 y 14. En estos terrenos se construyeron la iglesia de la Inmaculada Concepción y aulas.
Las monjas pusieron un oratorio en el salón más grande de la primera casa que adquirieron en la calle Jesús de la Vera Cruz. La primera misa fue dada por el arzobispo Marcelo el 7 de diciembre de 1899. En 1903 el arzobispo puso la primera piedra de la iglesia de Inmaculada Concepción, que fue inaugurada por este prelado el 31 de agosto de 1905.
En 1901 el papa León XIII aprobó las constituciones de esta congregación, con el rango de instituto religioso.
El 29 de octubre de 1901 Concepción Rodiño le entregó sus joyas al arzobispo para que se las diese como donación a las esclavas. Marcelo le entregó las joyas a la madre Teresa el 30 de octubre. Un día Amparo Cordero fue al oratorio a rezar delante del Santísimo Sacramento y, días después, ella y sus dos hijas ingresaron en la congregación. Amparo Cordero donó a las esclavas todo lo que poseía, 100.000 pesetas, para la construcción de la iglesia de la Inmaculada Concepción.
El 24 de septiembre, festividad de la Virgen de la Merced, de 1903 se fundó un convento de las esclavas en Linares.
En 1905 el arzobispo Marcelo Spínola fue nombrado cardenal. Falleció en 1906. En 1987 fue beatificado por san Juan Pablo II.
Celia Méndez falleció en 1908.

## Proceso de beatificación
En 1994 se abrió un proceso para su beatificación. El 27 de octubre de 2020 el papa Francisco la reconoció como venerable.